# Puente Ancho
Puente Ancho är en ort i kommunen Ocuilan i delstaten Mexiko i Mexiko. Samhället hade 202 invånare vid folkräkningen år 2020.